# 연면적
연면적(延面積,영어: Gross floor area《GFA》)은 건축, 부동산 용어로 대지에 들어선 건축물의 바닥면적을 모두 합한 것을 말한다. 순화어로 “총면적”이 쓰인다.

위 세 건축물의 모양은 각각 다르나, 연면적은 모두 같다.

## 건축법상 적용
대한민국 건축법 시행령 제119조 (면적·높이 등의 산정방법)에 따라, 하나의 건축물 각 층의 바닥면적의 합계로 하되, 용적률을 산정할 때에는 다음에  해당하는 면적은 제외한다.
1. 지하층
2. 지상층의 주차용(해당 건축물의 부속용도인 경우만 해당)
3. 주민공동시설
4. 초고층 건축물의 피난안전구역

또한, 하나의 대지 내에 2개동 이상의 건축물의 있을 경우는 각동의 연면적의 합계를 적용한다.

## 같이 보기
| - 대지면적 - 건축면적 - 바닥면적 |  | - 용적률 - 건폐율 |